# Дурново, Дмитрий Авксентьевич
Дмитрий Авксентьевич Дурново (? — 13 февраля 1820) — капитан 1-го ранга Российского императорского флота, георгиевский кавалер.

## Биография
1 (12) апреля 1776 года поступил в Сухопутный корпус кадетом. После окончания корпуса 10 (21) июля 1789 года был произведён в поручики с назначением в морской батальон, а 13 (24) августа 1789 года перешёл на флот с чином лейтенанта. 
Принимал участие в русско-шведской войне 1788—1790 годов, в 1789—1790 годах на судах гребной флотилии крейсировал у Фридрихсгама. 
В кампанию 1791 года командовал канонерскими лодками в плаваниях между Кронштадтом и Роченсальмом. В следующем 1792 году находился в плавании в Финском заливе.
В период с 1793 по 1796 год командовал плавучей батареей «Гром» и транспортными судами, совершая практические плавания между Кронштадтом, Ревелем, Ригой и Роченсальмом. В 1796 году также служид на корабельном флоте в Финском заливе.
В 1797—1803 годах находился при описи корабельных лесов в Лифляндии. 10 (22) февраля 1804 года произведён в капитан-лейтенанты флота. Кампанию этого года совершал плавания на линейном корабле «Святой Михаил» в Немецком море. В 1805 году на корабле «Москва» перешёл из Кронштадта к острову Корфу. Принимал участие в русско-турецкой войне 1806—1812 годов на архипелагском театре боевых действий. 
В 1806—1808 годах командовал фрегатом «Кильдюин». В кампанию 1806 года перешёл на нём от Корфу в Чёрное море до Глубокой пристани, откуда ушёл в Неаполь, а затем вернулся к Корфу. В кампанию 1807 года на тоже фрегате совершал плавания между Корфу и Боко-ди-Каттаро. В июне подошел к отсрову Тенедос, где находилась эскадра адмирала Д. Н. Синявина, и участвовал в защите тенедосской крепости. Затем в составе той же эскадры на своем фрегате перешёл в Лиссабон. В кампанию следующего 1708 года командуя тем же фрегатом перешёл в составе эскадры перешёл из Лиссабона в Портсмут. После начала англо-русской войны, фрегат был оставлен в Портсмуте, а капитан-лейтенант Дурново в 1809 году на английском транспорте перевезён из Портсмута в Ригу.
1 (13) марта 1810 года произведён в капитаны 2-го ранга. В 1810 году получил в командование фрегат «Быстрый», с которым в кампанию этого года находился на рейде Кронштадта. В следующем 1811 году «при морских эволюциях на петергофском рейде» командовал тем же фрегатом и авангардом галиотов. 26 ноября (8 декабря) 1811 года за выслугу 18 морских кампаний награждён орденом Святого Георгия 4-го класса.
Участовал в войне с Францией 1812—1814 годов. В кампании с 1812 по 1814 год командовал линейным кораблем «Орел», на котором в 1812 году плавал с десантными войсками между Кронштадтом, Свеаборгом и Ревелем, после чего был направлен к английским берегам. В 1813 году крейсировал у Флиссингена, после чего вернулся в Кронштадт. А в 1814 году также выходил в крейсерство в Балтийское море и совершил плавание к Любеку, чтобы забрать находившиеся там русские войска и доставить их в Кронштадт.
В 1815—1816 годах командовал последовательно 16-м и 2-м флотскими экипажами в Кронштадте. 1 (13) марта 1817 года произведён в капитаны 1-го ранга. 
13 (25) февраля 1820 года капитан 1-го ранга Д. А. Дурново умер в Кронштадте.

### Комментарии
1. ↑  Или Аксентьевич[1].